# 980-as évek
Évszázadok: 9. század · 10. század · 11. század
Évtizedek: 930-as évek · 940-es évek · 950-es évek · 960-as évek · 970-es évek · 980-as évek · 990-es évek · 1000-es évek · 1010-es évek · 1020-as évek · 1030-as évek
Évek: 980 · 981 · 982 · 983 · 984 · 985 · 986 · 987 · 988 · 989

## Események és irányzatok
- 985: A normann Erik Torvaldsson települést alapít Grönlandon.

## A világ vezetői
- Géza magyar fejedelem (Magyar Fejedelemség) (971–997† )